# Ernst Casimir van Oranje-Nassau

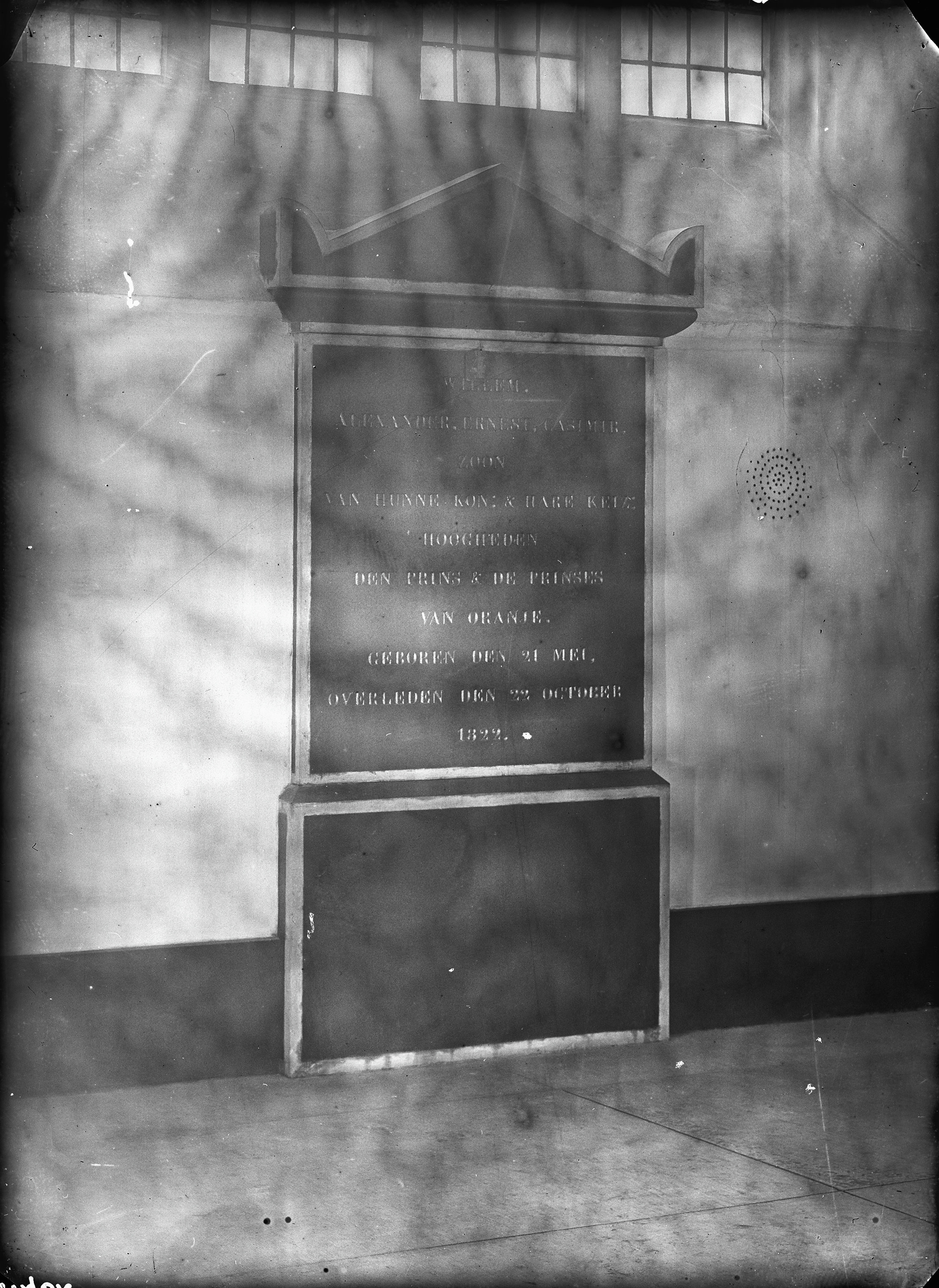
Memorieplaat van Alexander Ernst Casimir van Oranje in de Nieuwe Kerk in Delft.

Willem Alexander Frederik Ernst Casimir (Paleis Soestdijk, 21 mei 1822 – Brussel, 22 oktober 1822) – Prins der Nederlanden, Prins van Oranje-Nassau, was de vierde zoon van de latere Nederlandse koning Willem II en Anna Paulowna.
Hij werd op 18 juni gedoopt in de Nieuwe Kerk te Amsterdam, en overleed, aan de gevolgen van een waterhoofd, op 22 oktober van datzelfde jaar. Hij werd begraven in de Protestantse Kerk te Brussel, maar werd op 11 mei 1860 alsnog bijgezet in de Grafkelder van Oranje-Nassau in de Nieuwe Kerk in Delft. Zijn toen 65-jarige moeder Anna Paulowna was hierbij aanwezig en bezocht die dag de grafkelder.